# Соколов, Вадим Александрович
Вадим Александрович Соколов (5 марта 1934, село Вожега, Северный край — 15 ноября 2001, Москва) — советский и российский театральный актёр, народный артист РСФСР.

## Биография
Вадим Александрович Соколов родился 5 марта 1934 года в селе Вожега (сейчас Вологодская область), детство провёл в Ульяновске. Позже он вспоминал:
«…учился я в школе, где учился Ленин, сидел за партой, которая стояла на то самом месте, где стояла парта Ленина. Жил на улице имени Ленина, где стоит Дом-музей Ульяновых. Играл роль молодого Ленина в Ульяновском драматическом театре…»
После службы в Советской армии занимался в драматическом и танцевальном кружках, в хоре в областном Доме офицеров. 
На профессиональную сцену и пришёл из самодеятельности. 
В 1957—1963 годах играл в Ульяновском драматическом театре. В 1963—1966 годах был актёром Куйбышевском драматическом театре. 
В 1966—2001 гг. выступал в Воронежском театре драмы. Особое значение имело исполнение роли В. И. Ленина. Член КПСС, был членом Воронежского обкома партии, секретарём партийной организации театра, был делегатом XXVI съезда КПСС.
Председатель Воронежского отделения ВТО (1978—1996). 
С 2001 года жил вместе с женой Анной Соколовой в московском Доме ветеранов сцены. Умер 15 ноября 2001 года в Москве.

## Семья
- Жена — актриса Анна Павловна Соколова (род. 1926), до 2001 года играла в Воронежском театре драмы.

## Награды и премии
- Заслуженный артист РСФСР (11.02.1972).
- Народный артист РСФСР (24.03.1978).
- Лауреат Воронежской областной премии им. С. И. Папова (1995).
- Лауреат Воронежского областного театрального конкурса «Событие сезона» (1999).

## Работы в театре
- «На всякого мудреца довольно простоты» А. Н. Островского — Глумов
- «Шестое июля» М. Шатрова — Яков Свердлов
- «Интервенция» Л. Славина — Бродский
- «Щит и меч» по В. Кожевникову — Белов
- «Светит, да не греет» А. Н. Островского и Н. Я. Соловьёва — Рабачёв
- «Мария» А. Салынского — Егор
- «Иркутская история» А. Арбузова — Сергей
- «А зори здесь тихие» Б. Васильева — Васков
- «Забыть Герострата» Г. Горина — Герострат
- «Волки и овцы» А. Н. Островского — Вукол Наумович Чугунов
- «Бесприданница» А. Н. Островского — Кнуров
- 1977 — «Третья патетическая» Н. Погодина — В. И. Ленин
- 1979 — «Синие кони на красной траве» М. Шатрова — В. И. Ленин
- «Прости меня, мой ангел белоснежный…» по пьесе А.П. Чехова «Безотцовщина»
- «Кабанчик» В. Розова